# Barrow-in-Furness
De Borrough of Barrow-in-Furness is een Engels district in het  graafschap Cumbria en telde in 2018 ruim 67.000 inwoners. De oppervlakte bedraagt 78 km². Hoofdplaats is het gelijknamige Barrow-in-Furness met 69.100 inwoners (2011).
Van de bevolking is 16,7% ouder dan 65 jaar. De werkloosheid bedraagt 4,2% van de beroepsbevolking (cijfers volkstelling 2001).

## Civil parishesin district Barrow-in-Furness
- Askam and Ireleth
- Dalton Town with Newton
- Lindal and Marton